# Ratsbegehren
Ein Ratsbegehren (auch „Ratsreferendum“ genannt) ist ein Instrument der direkten Demokratie in Deutschland. Neben der Möglichkeit der Gemeindebevölkerung, durch direkte Beteiligung in Form eines selbst eingeleiteten Bürgerentscheids am politischen Entscheidungsprozess mitzuwirken, besteht in allen Bundesländern die Ermächtigung für die Gemeindevertretungen, Entscheidungen, für die sie selbst zuständig sind (eigener Wirkungskreis, keine laufende Aufgabe, nicht im Aufgabenbereich des Bürgermeisters), an die Bürger der Gemeinde abzugeben.
Dies geschieht immer dann, wenn die örtlichen Politiker der Meinung sind, dass die Bevölkerung über eine Streitfrage abstimmen sollte. Die Gemeindevertretung beschließt dann von sich aus, einen von „oben initiierten Bürgerentscheid“ durchzuführen. Dies kann auch eine Gegenvorlage zu einem von den Bürgern initiierten Bürgerentscheid sein.
Dieser Beschluss ist abhängig von den jeweiligen Gemeindeordnungen mit einer einfachen oder einer Zwei-Drittel-Mehrheit zu fassen.
In Deutschland fanden von 1956 bis 2017 insgesamt 1242 Ratsbegehren/Ratsreferenden statt (Bürgerbegehrensbericht 2018 von Mehr Demokratie).